# Château de la Moutte
Le château de la Moutte est un château situé sur la presqu'île de Saint-Tropez et qui fut la propriété d’Émile Ollivier à partir de 1860
Le Château de la Moutte fut la propriété d'Emile Ollivier, dernier chef de gouvernement de Napoléon III. En 1860, cette bastide familiale est rachetée aux Martin de Roquebrune. Il s'y installe avec sa première épouse, Blandine Liszt, fille du compositeur Frantz Liszt et de l'écrivaine Marie d'Agoult. C'est dans ce domaine que le futur ministre de Napoléon III se ressource, et qu'il se repliera après la guerre de 1870. Passée à ses descendants, la demeure a été pieusement conservée dans son état d'origine par sa petite-fille, Anne Troisier de Diaz, qui y a créé en 1975 un festival estival de musique, "les Nuits du château de La Moutte", où elle reçut pendant près de trente ans les plus grands artistes, qui se produisaient dans la cour de la demeure : les pianistes Michel Dalberto et France Clidat, le chef d'orchestre William Christie...
En parallèle, soucieuse de promouvoir la mémoire d'Emile Ollivier, elle créa l'Association des Amis d'Emile Ollivier, à la tête de laquelle elle suscita un travail de recherche, bénéficiant du soutien d'universitaires tels que Théodore Zeldin, William Smith et Pierre Guiral, assurant des publications et des conférences. A la fin des années 1990, l'association, basée à La Moutte, se transforme en Institut Emile-Ollivier, sous l'impulsion de jeunes chercheurs : Claude Knepper, Laurent Leprévost, Claude Vigoureux ; l'Institut étant destiné dans l'esprit de sa fondatrice à pérenniser après elle la mémoire d'Emile Ollivier. C'est alors que le château de La Moutte s'ouvre au public, dans le cadre des Journées du Patrimoine.
Soucieuse de préserver le domaine historique de La Moutte des aléas successoraux et de la spéculation immobilière, Anne Troisier de Diaz décide de léguer ce patrimoine au Conservatoire du littoral, en associant la Ville de Saint-Tropez à sa gestion, et en donnant les archives d'Emile Ollivier aux Archives nationales.
Le parc et sa magnifique palmeraie participent à la sérénité du lieu et font du château de la Moutte le joyau romantique du patrimoine tropézien. Le festival des "Nuits musicales du château de la Moutte" a pris le relais de concerts créés par Anne Troisier de Diaz.